# Qué por qué te quiero
Que por qué te quiero es el título del segundo álbum de estudio grabado por el cantautor y actor venezolano Carlos Mata. Fue lanzado al mercado por la empresa discográfica Sonográfica el 16 de abril de 1985.

## Lista de canciones
1. Mía (Carlos Mata/Alejandro Mata)
2. Vuelves a mí (Ilan Chester)
3. Por qué (Carlos Mata/José F. Mata/Carlo Sicilia)
4. Lo que amo de ti (Carlos Mata)
5. Como un loco (Carlos Mata/Alejandro Mata/Carlos Faillace)
6. Que por qué te quiero (Luis Guillermo González)
7. Amor a solas (Franco De Vita)
8. Vamos a celebrar (Luis Emilio Mauri)
9. A lo mejor (Carlos Mata)
10. Déjame en paz (Alejandro Mata/Carlos Faillace)

- Datos: Q6095505